# Genska terapija
Genska terapija predstavlja medicinsku terapiju kojom se pokušava ispraviti gensku anomaliju uvođenjem normalnih gena u stanice koštane srži ili ine stanice.